# ZVH Volleybal 2022-2023
Questa voce raccoglie le informazioni riguardanti lo ZVH Volleybal nelle competizioni ufficiali della stagione 2022-2023.

## Stagione
Lo ZVH Volleybal partecipa alla stagione 2022-23 con la denominazione sponsorizzata RECO ZVH.
Dopo un undicesimo posto nella stagione regolare di Eredivisie, ottiene un terzo posto nella Pool B. In Coppa dei Paesi Bassi, invece, non va oltre gli ottavi di finale.

## Organigramma societario
Area direttiva
- Presidente: Joke Scheffers
- Direttore tecnico: Bas Duiverman
- Team manager: Nico Perdijk, Marck van Es

Area tecnica
- Allenatore: Kristian van der Wel
- Assistente allenatore: Ronald Kooijman, Richard de Kogel
- Scoutman: Ronald de Rooij, Arnie Tas

## Rosa
| N° | Nome                   | Ruolo | Data di nascita   | Nazionalità sportiva |
| -- | ---------------------- | ----- | ----------------- | -------------------- |
| 1  | Sam van der Loo        | S     | 20 settembre 2001 | Paesi Bassi          |
| 2  | Mika Prins             | L     | 16 agosto 1999    | Paesi Bassi          |
| 3  | Jasper de Jong         | C     | 8 marzo 2000      | Paesi Bassi          |
| 4  | Timothy Scheffers      | P     | 4 aprile 1997     | Paesi Bassi          |
| 5  | Jesse Hanemaaijer      | C     | 9 luglio 2004     | Paesi Bassi          |
| 6  | Vincent van der Kraats | O     | 2000              | Paesi Bassi          |
| 7  | Bram Wiltenburg        | P     | 28 agosto 2001    | Paesi Bassi          |
| 9  | Max Nieuwstad          | O     | 1998              | Paesi Bassi          |
| 10 | Benjamin Parkinson     | C     | 1997              | Paesi Bassi          |
| 11 | Elwin Oskam            | S     | 24 marzo 2005     | Paesi Bassi          |
| 12 | Bram van der Wel       | S     | 4 luglio 2007     | Paesi Bassi          |
| 13 | Tom Sonneville         | P     | 28 dicembre 2007  | Paesi Bassi          |
| 14 | Richard Rademaker      | L     | 18 marzo 1982     | Paesi Bassi          |
| 15 | Julian Perdijk         | C     | 1999              | Paesi Bassi          |
| 16 | Yannick Verberne       | O     | 13 novembre 2005  | Paesi Bassi          |

## Statistiche

### Statistiche di squadra
| Competizione          | Punti | In casa | In casa | In casa | In trasferta | In trasferta | In trasferta | Totale | Totale | Totale |
| Competizione          | Punti | G       | V       | P       | G            | V            | P            | G      | V      | P      |
| --------------------- | ----- | ------- | ------- | ------- | ------------ | ------------ | ------------ | ------ | ------ | ------ |
| Eredivisie            | 15/13 | 15      | 5       | 10      | 15           | 3            | 12           | 30     | 8      | 22     |
| Coppa dei Paesi Bassi | -     | 1       | 0       | 1       | 0            | 0            | 0            | 1      | 0      | 1      |
| Totale                | -     | 16      | 5       | 11      | 15           | 3            | 12           | 31     | 8      | 23     |

### Statistiche dei giocatori
Dati non disponibili.